# Разкрити капища
Някои археологически находки на древнославянски светилища:

## Беларус
- Верховляни, Гродненска област – градище, кръгла площадка 7 х 7 м, защитена с вътрешен ров и вал. В рова са открити кремъци, въглени и керамика от 9-13 век.
- Ходосовичи, Хомелска област – редом със селищна и погребална могила (курган) от 10-11 век са разположени две кръгови площадки с диаметър 5 и 7 м, оградени с ровове с ширина 20 и 40 см и дълбочина 25 – 50 см. По краищата на кръговете се намират сърповидни вдлъбнатини с ширина 1,8 м и дълбочина 1 м. В центъра на кръговете се виждат плоски ями с диаметър 0,6 – 1 м и дълбочина 15 – 25 см, запълнени с въглест пясък и камъни.
- Хотомел, Брестка област – градище в края на пясъчна дюна в средата на заблатена равнина. Почти кръглата площадка на градището (30 х 40 м) е окръжена с вдлъбнатини във вид на прекъснат ров и отделни коритовидни ями. По намерените отломки от домакинска посуда и накрайници на стрели, вдлъбнатините биват отнесени към 7 век. Запълнени са с въглени и пепел в 20 см слой, в който са открити разнородни вещи от 7-10 век. На леко издигащата се в центъра градищна площадка няма културен слой, а само няколко ями. В подножието на околния вал има слой въглени и обгорели дърва.

## България
- Бранковци – кръгла глинена площадка с два подстъпа. Намерени са кости на животни, отломки от керамични съдове и други вещи от 9-10 век. Отлично свидетелство, че и след покръстването, езическите култове продължават да съществуват тайно или направо се инкорпорират в православието.
- Монтана, край античното селище Монтана – правоъгълна площадка, застлана с керамични плочи и добре запазени каменни основи. В източния край има част от варовиков жертвеник, вдлъбнатина в пода (вероятно за събиране кръвта на жертвените животни) и жертвени ями. Храмовата сграда е била с каменен градеж и е служела в периода 6-9 век, когато античното селище е било заселено и обитавано от български славяни.
- София – открит мраморен идол
- Преслав – Изображение на четирилико славянско божество от Преслав

## Германия
- Аркона, остров Рюген – градено светилище от 9-12 век, разположено на най-източния нос на острова. Разкопките се провеждат през 1921, 1930 и 1969 – 1971 г. Разчистени са концентрична площадка, ограждащ я вал и свързващи ги траншеи с ширина 1 м. Във вала са установени 3 строителни периода и са открити слоеве с обгорена глина, камъни и въглени. От вътрешната и външната страна на вала преминават по-плитък и по-дълбок плоски ровове, като цялата защитна система отделя носа от останалия остров. В една от траншеите е открита каменна плоча, а под нея – 11 силно повредени мъжки черепа, животински кости, вещи и керамични отломки от 10-12 век. При северния склон на градището има голям водоизточник, в чиито околности са разположени 14 поселения и огромна погребална могила.
- Бранденбург – култова площадка, разположена редом с градище, възникнало в 8 век. Според преданията това е светилище на бог Триглав. В основите на хълма му, има „нежилищен“ културен слой, т.е. мястото е било посещавано, но не обитавано.
- Бродовин – площадка-капище, намираща се на най-високата част на езерен полуостров. Окръжена е с ров с ширина 5 м, дълбочина 80 см и диаметър 25 м. На склона на хълма е разположено поселение от 9-13 век. На това място през 1258 г. построяват манастир.
- Грос Раден, Шверински окръг – дървен храм разположен извън стените на поселение от 10-13 век. Градището е правоъгълно (12,5 х 7 м), със стени от греди, със схематично издялани човешки глави в краищата. Под прага са открити череп на зубър, глинен куб и отломки от съдове от 9-10 век. В северната част са изкопани 6 конски черепа, а под южната и източната стена лежат двойки копия. Храмът е ограден с ограда от дървесни стволове.
- Зааринген, окръг Бранденбург – около курган (погребална могила) от 7-12 век се намира кръгла площадка (диаметър 20 м), окръжена от концентрични ровове с ширина 2 и 3 м.
- Тауфелсберг – градище разположено на висок хълм, ограден с палисада и двоен вал с ров. На края на кръглата площадка (диаметър 30 м) е открит слой състоящ се от въглеста почва и големи камъни. Намерени са черепи, кости и зъби на животни.
- Фелдберг – останки от дървен храм, разположен на нос, отделен с полукръгъл плосък ров с ширина 2 метра. Оснвите на храма са прорязани от траншеи, свързващи коритовидни вдлъбнатини и голяма яма в центъра, пълна с пепел и въглени. Храмът е бил правоъгълен, разделен на две и се датира към 7-9 век.
- Фишеринзел – в селище от 11-13 век са намерени два полуизгнили дървени идола. В близост е полуостров, ограден със символичен ров.

## Полша
- Волин – на най-високото място на стария град е разкопана дървена постройка 5 х 5 м, окръжена с ограда. Съществувала е от втората половина на 9 век до началото на 12 век. В околностите е намерена бронзова фигурка на кон, няколко дървени статуетки, една от които е четирилика. Разкопана е яма с два човешки черепа, а черепни останки са намерени и по склона на възвишението, заедно с животински кости.
- Вишеград – на възвишение по десния бряг на река Висла се намира кръгла площадка, в чийто център има следи от стълбове, четириъгълни постройки и черепи на бикове. По краищата на площадката са наредени камъни, а край тях – олтар, плосък каменен жертвеник и човешки скелет. Под калдаръмения път, водещ към храма, са изкопани два сърпа и кости от човек. Храмът е ограден с ров, в който са намерени въглени, животински кости и парчета керамика, датираща от 10-12 век. В близост е селище – 6-11 век.
- Хелмска гора, около Кошалин – на върха на възвишение са открити останки от култова сграда 2,5 х 4,5 м. По краищата ѝ има ями с въглени. Намерен е нож, кости от животни и риби, посуда от 10-13 век.
- Дембно – градище в Свентокжицката планина. Площадката на градището е овална (15 х 26 м), окръжена с вал и ров. В рова са намерени обгорени камъни, въглени, парчета глинена мазилка.
- Добжешово – градище в Свентокжицката планина на висок хълм. Овалната площадка (40 х 80 м) е оградена с три концентрични вала. В центъра лежи голям камък с издълбани кръгове, а на различни места по площадката и валовете лежат заоблени камъни-жертвеници. В западния край има постамент на олтар, а около него – керамика от 8-9 век. От същия период са и близките селища.
- Лиса гора – градище на висок залесен хълм в Свентокжицките планини. Върхът на хълма е ограден с валове от камък, със следи от огнища и черепи в тях. В близост има водоизточник, край който е открит дървен идол.
- Плоцк – на Тумските възвишения е разположена кръгла площадка с олтари, животински кости и череп на дете. В земята е забит меч.
- Радзиково – на моренни възвишения се намира градище с овална площадка (40х60 м), окръжена с вал и ров. На дъното на рова лежат обгорени камъни, а в ями са намерени остатъци от жертвоприношения. Датирано към 7-14 век.
- Тхебятув – на възвишение насред тресавище се намират две площадки (10х13 и 8х10 м), окръжени с ровове (с ширина 1 – 1,5 м), в които има въглени и черепи 9-10 век. На площадките са разположени огнища и стълбови дупки.
- Шлонжа – възвишение сред хълмист масив, по чието протежение преминават валове, принадлежащи към лужишката култура (след халщадската). Върху валовете е намерена ранносредновековна кермика и вещи. В заграденото пространство са пръснати каменни изваяния и камъни с издълбани прави и пречупени кръстове.
- Яздово – частично изследвана кръгла каменна основа, върху която е намерена огромна глава на идол.

## Русия
- Благовещенска гора, около Вщижа, Брянска област – градище-светилище. Площадката на градището (40 х 25 м) е оградена с вал и широк ров (ширина 18 м). На градището е намерена византийска керамика от 9-10 век, а в близост е разположено селище, в което са открити амулети от боброви кости, камъни с врязани кръстовидни знаци, гребен с гравирани конски глави. В 11-13 век при светилището е имало кладбено гробище.
- Воргол, Воронежка област – в центъра на градищна площадка (12х6 м) се намират стълбова яма с конски скелет и три накрайника на стрели. На площадката лежат нож, гривни, животински кости, сечива-коси. В ограждащия вал е ритуално погребана конска глава.
- Горки, Вологодска област – на могила от 10-13 век е открита овална култова яма (2,1 х 1,55 м) с обковки на дървени съдове, скелети на две кучета, три патици, риби, а на дъното – още три кучешки скелета. Ямата е засипана с камъни и пепел.
- Новгород – при разкопки в града са открити 3 жертвени ями, съдържащи бикови черепи, конски скелет с отделена глава. Датират се към 10 век.
- Погосище, Вологодска област – на могила 10-13 век е открита правоъгълна яма с три топора.
- Псков – на възвишение около курганна могила се намира кръгла площадка, оградена с ров (с ширина 1,6 – 4,1 м). В центъра на площадката има две ями, в едната от които са открити остатъци от дъбов стълб с диаметър 50 см. На дъното на рова са останали вкаменели кости и отломки от посуда. На площадката лежат кости на животни – 10 век.
- Стара Рязан – намерена е бронзова четирилика статуя, бронзов кръст, съд с риби кости и свински зъби.
- Хутин, Новгородска област – кръгла площадка, оградена с камъни. Намерена е яма, облицована с камъни, запълнена с пепел и обгорели кости.

## Сърбия
- Костол – площадка, издигната от камъни, на която лежат птичи кости.

## Украйна
- Бабка, Ровенска област – градище в източния край на пясъчно възвишение. Кръглата площадка с диаметър 30 м е оградена от вдлъбнатини и коритовидни ями във вид на прекъснат ров. В центъра има стълбова яма с диаметър 50 см. В южната част е открито трупоизгаряне. Намерени са ножове, животински кости, керамични отломки – 8-10 век.
- Богит, Гусятински район, Тернополска област – светилище разположено на най-високия хълм в гористата местност Медобори. Това е най-близкият култов комплекс до мястото където е открит известният Збручски идол. Градищната площадка е прорязана от множество траншеи. Разкопано е капище с жертвеник и три помощни постройки.
- Головно, Волинска област – градище разположено на възвишение в средата на блатисто поле. Кръглата площадка е оградена с вал, в чийто основи са открити въглени и обгорени кости, а в коритовидни ями наоколо – животински кости, парчета от обгорен човешки череп и два зъба.
- Зелена Липа, Черновицка област – на десния бряг на река Днестър, сред високи залесени хълмове се намират останки на дървен храм. Те имат правоъгълна форма, ориентирана по посоките на света, с двойни стени, градени от греди, замазани с глина.
- Шумск, Житомирска област – около могила с трупоизгаряния се намира вдълбано кръстообразно съоръжение, ориентирано по посоките на света. В центъра му е разположена стълбова яма, залълнена с камъни, а в кръг около нея – други ями и жертвени камъни. В основата на централния стълб е горял огън. Открити са кремъчни острия на стрели, прогорени кости на бикове и птици. В близост се е намирала кръгла площадка (диаметър 5 м) за погребално изгаряне на мъртвите.

## Чехия
- Микулчици – на речен нос се намира кръгла площадка (диаметър 12 м), окръжена с ров с ширина 3 м. В средата на площадката е разположена яма обложена с камъни. Ровът е запълнен с въглени, сред които са намерени гривни, топори и парчета грънци – 9 век.
- Прага – открита жертвена яма с шест човешки черепа и животински кости.